# 伊娜·克勒贝尔
伊娜·克勒贝尔（德語：Ina Kleber，1964年9月29日—），德国女子游泳运动员，主攻仰泳。她曾代表东德参加1980年夏季奥林匹克运动会游泳比赛，获得女子100米仰泳银牌。